# 品德集團
品德集團有限公司，簡稱品德集團（英語：All Pantronic Holdings Limited，港交所除牌時0176.HK），在1978年，由品頂實業有限公司成立而來。創辦人何志剛先生。現時經營承包生產原設備製造產品及充電式電池產品。
在1994年香港交易所主板上市，但為開拓更多市場，在1996年更名聯太工業有限公司。

## 連結
- Pantene.com.hk（页面存档备份，存于）